# Zolimidine
Zolimidine (zoliridine, tên thương hiệu Solimidin) là một loại thuốc tiêu hóa  trước đây được sử dụng cho loét dạ dày  và bệnh trào ngược dạ dày thực quản.